# Jean Houymet
Pour les articles homonymes, voir Houymet et Ouimet.
Jean Houymet alias Jean Ouimet, né vers 1634 serait originaire d’Évigny dans les Ardennes françaises, et décédé le 18 novembre 1687 à l’âge de 53 ans en la paroisse Sainte-Famille de l’Île d’Orléans. Lui et son épouse Renée Gagnon sont les ancêtres de tous les descendants Ouimet, Ouimette et certaines familles Bastien de l’Amérique du Nord.
Jean Houymet est l'arrière-arrière-grand-père en lignée paternelle agnatique de Gédéon Ouimet.

## Biographie

### Son origine: de Vrigny à Vigny à Évigny
Depuis l’été 1989, des recherches sont effectuées, sans résultats probants, par plusieurs personnes, dans le but de trouver l’origine exacte de Jean Ouimet. Les dates de naissance présumées et publiées sur plusieurs sites internet ne sont pas appuyées par des sources manuscrites ou archivistiques de France.
Le point de départ, appuyé par une source manuscrite, est le contrat de mariage de Jean Ouimet et Renée Gagnon, daté du 3 octobre 1660 à Château-Richer. Le contrat de mariage de « Jean houymet » et « Renée Gasgnon », rédigé par le notaire Claude Aubert indique que le père et la mère de Jean sont originaires de la paroisse de Vigny (sic, selon les recherches effectuées, ce lieu n'existe pas sur le territoire de l'archevêché cité), archevêché de Reims. Notons que seulement le contrat de mariage est disponible aux Archives Nationales du Québec (situées au Pavillon Casault, campus de l’Université Laval à Québec), l’acte religieux du mariage étant introuvable.
Précisons qu’il est indiqué que « Nicollas houymet » et « Poucette Nicayse » sont les parents de Jean. Or, pour les généalogistes du Canada, deux sources importantes indiquent la provenance de Jean Ouimet : le Dictionnaire National des Canadiens Français (Institut Drouin) indique que Jean est originaire de Vrigny, le Dictionnaire généalogique des familles du Québec (René Jetté en collaboration avec le PRDH : Programme de recherche en démographie historique) précise que Jean est originaire de Vrigny, arrondissement et archevêché de Reims. L’analyse paléographique du contrat de mariage de Jean Ouimet et Renée Gagnon, effectuée par Jean-Claude Trottier à l’automne 2014, suggère qu’il est question d’Évigny. Reims n'a jamais été chef-lieu ou capitale de la Champagne, ce rôle ayant été tenu par Troyes puis Châlons. En revanche, Reims était la plus importante cité de l’ancienne province de la Champagne.

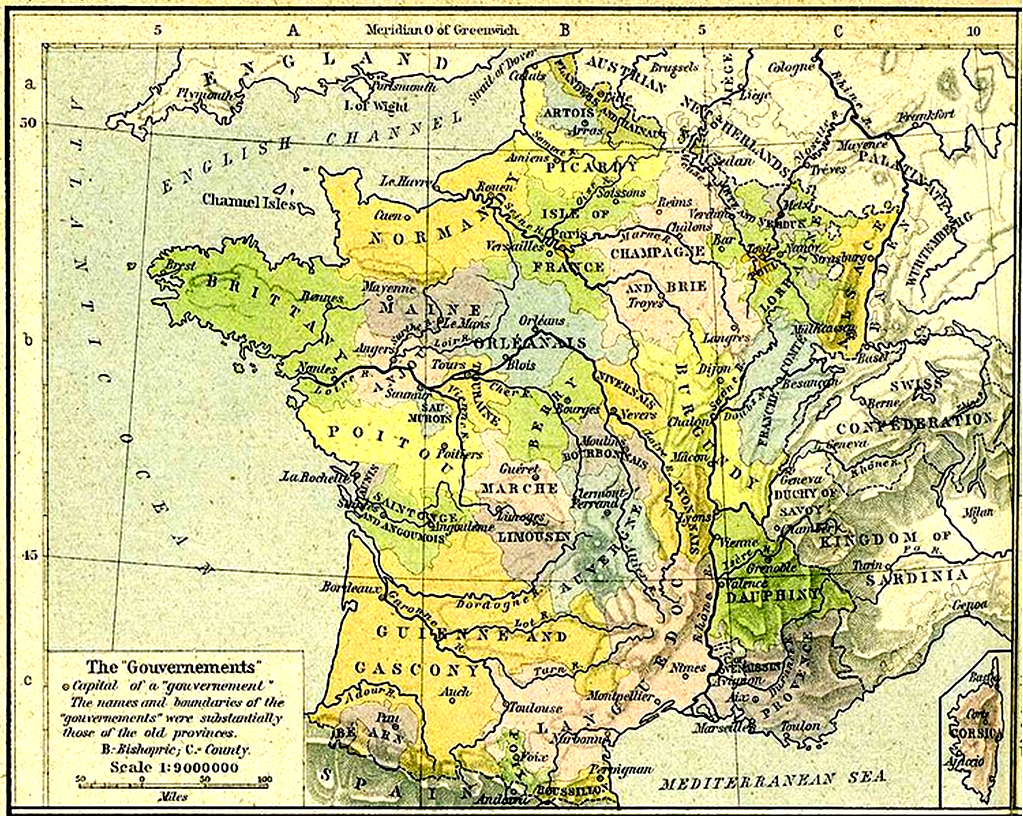
Carte des anciennes provinces de France (1789)

Vigny et Vrigny seraient deux endroits différents. Il est possible que les généalogistes de l’époque ne trouvaient pas Vigny ou un toponyme similaire sur les cartes de France et ils se sont rabattus sur Vrigny qui était situé à proximité de Reims.
Au printemps 1994, Jean-Paul Denise, alors président du Centre généalogique de la Marne, a effectué des recherches afin de préciser le lieu d’origine de Jean Houymet. Ne trouvant pas de documents pour la commune de Vrigny aux archives départementales indiquant les patronymes Houymet et Nicayse, il en a déduit que l’origine devait être Virginy. D’ailleurs, il précisait qu’à cet endroit, il y avait une certaine concentration de Nicayse et que le patronyme Wuillemet (ou Willemet) semblait être commun de cette époque. En revanche, pas de document indiquant Jean, Nicollas ou Poucette.

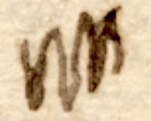
Marque ou signature de Jean Houymet (Jean Ouimet) (source de l'image: contrat de mariage de Jean Houymet, rédigé par le notaire Claude Aubert, daté du 3 octobre 1660)

De nos jours, sur le continent américain, on retrouve surtout des familles Ouimet et Ouimette; en 1659 et 1660, le notaire Aubert écrivait Houymet sur ses actes notariés. En 1994, Jean-Paul Denise découvre la marque ou la signature de Jean Ouimet, c’est-à-dire le « W » ou le « Wi » au bas du contrat de mariage. On pouvait désormais penser que le nom de famille de Jean pouvait être Wuillemet, Wilmet… ou un nom similaire. Cela corroborait l’analyse intitulée « Étymologie du patronyme Ouimet » effectuée par Denis Ouimet en 1991. Céline Ouimet-Larivière (2004) concluait que le « w » apparaissait rarement dans les noms propres de France au XVIIe siècle et qu’il était propre aux langues germaniques et du nord de l’Europe.
À l’automne 2001, Jean-Claude Launois, résidant de La Varenne-Saint-Hilaire (banlieue de Paris) trouve cinq extraits de documents notariés. Entre 1541 et 1553, Denis Willemet et Jehan Willemet, de la région de Monthois ont contracté des ententes relatives à des baux de ferme et à la vente de terres. L’autre extrait, daté de 1556, impliquant Pierre Willemet, traite de la vente d’une partie de maison. Ces documents notariés précèdent la naissance de Jean Ouimet, de 78 à 93 ans respectivement. Le lien de parenté entre ces individus n'est pas prouvé. Mais chose certaine, les Willemet sont présents dans cette région de la Champagne aux environs de Reims.
À la fin de l’automne 2007, le Père Paul Boussemart de Besançon en France, entreprend des recherches sur l’origine exacte de Jean Ouimet. Il évalue la possibilité que Jean Ouimet soit originaire de Vrizy, là où habitent, de nos jours, des familles Willemet, Wuillemet et Nicaise. Il finit par retrouver Vigny, une petite commune qui a existé jusqu’en 1640 mais qui a été englobée ou annexée par Rethel. Il est plausible de croire que les registres de cette époque furent détruits par les invasions espagnoles au milieu du XVIIe siècle. Par contre, la documentation de six études notariales pour la région de cette commune semble être disponible. Ses recherches, en mars 2008, lui permettent de retracer six actes, extrêmement difficiles à lire, où les patronymes Wilmet et Vuilmet sont clairement lisibles. Là encore là, aucun lien de parenté n'est prouvé.
Il y a quelques années, Céline Ouimet-Larivière, Francine Ouimet-Goetz et Annette Ouimet-Assad, membres de l’Association « Les Descendants de Jean Ouimet Inc. » ont tenté en vain de retracer des pistes de familles Wimet en sol français.
Le 3 octobre 1660, au moment où le notaire Claude Aubert rédigeait le contrat de mariage de Jean Ouimet et Renée Gagnon, il a écrit le lieu de provenance selon ce qu’il a entendu de la bouche de Jean qui devait s’exprimer en dialecte ardennais; « je suis originaire d’Évigny ». Le notaire a cru que Jean indiquait « je suis originaire de Vigny ». Selon Denis Ouimet, l’élision de la voyelle dans la préposition « de » serait à la base de cette ambiguïté. Le notaire Aubert a noté le patronyme « Houymet » qui plus tard a évolué à Ouimet, Ouimette (ainsi que trente-deux autres épellations). De plus, le patronyme « Houymet » est introuvable en France. En revanche, les patronymes Wilmet, Wilmette, Wimet, Wuilmet et Wuillemet sont les plus communs à divers endroits en Belgique et en France. D’autres ouvrages généalogiques stipulent que ces nombreuses variations seraient dérivées du patronyme Guillaume.
Évigny, une commune du département des Ardennes, est situé à 5 km au sud-ouest de Charleville-Mézières et fait partie de l’archidiocèse de Reims qui autrefois faisait partie de l’ancienne province française de la Champagne. Ainsi, tout semble concorder.
À la lumière des renseignements ci-dessus, il semble que les sources généalogiques conventionnelles (Drouin et Jetté) indiquent à tort que l’ancêtre de tous les Ouimet/te serait originaire de Vrigny. C’est pour cette raison que l’hypothèse au sujet de la commune d’Évigny serait la région d’origine de Jean Houymet.

### Les raisons de son départ de la France
Partir pour une colonie lointaine, en laissant tout derrière lui, ne sachant pas s’il survivrait à la longue, pénible et dangereuse traversée de l’Atlantique, c’est la décision qu’a dû prendre Jean Ouimet.
Il lui fallait aussi considérer d’autres facteurs comme les rigueurs du climat, la menace incessante des autochtones et la perspective de refaire sa vie ailleurs par de durs labeurs. Âgé de 25 ans, n’ayant peut-être plus de famille puisqu’il était héritier, comme l’indique son contrat de mariage, possiblement éprouvé par les nombreux conflits armés qui ont ravagé son coin de pays ou affligé d’une peine d’amour, Jean Houymet décide de partir.
Dans les études de Hervé Faupin et de René Gobillot, il est question de figures importantes, originaires de la Champagne, qui sont revenus en France pour diverses raisons avant de retourner en Nouvelle-France. Ils ont dû tenter de recruter de futurs colons. Les plus illustres sont Paul Chomedey de Maisonneuve, né près de Troyes, le 15 février 1612, Jeanne Mance, née à Nogent-le-Roi, en 1606, Jean Talon, né à Châlons-sur-Marne, vers 1625 et Marguerite Bourgeoys, aussi née à Troyes, le 17 avril 1620.

### Son arrivée en Nouvelle-France
Puisque le manifeste des passagers est introuvable à ce jour, il est difficile de déterminer l’endroit exact de son départ, malgré l’étude magistrale de Gaucher, Delafosse et Debien qui estime que le départ à eu lieu à Dieppe ou La Rochelle. Entre décembre 1952 et mars 1960, neuf articles publiés dans la Revue d'histoire de l'Amérique française font état des engagés pour le Canada aux XVIIe et XVIIIe siècles. Il est à noter qu’un peu plus de 225 kilomètres séparent Reims de Dieppe alors qu’un peu plus de 540 kilomètres séparent Reims de La Rochelle. Il est estimé que les voitures de l’époque se déplaçaient de trente à quarante kilomètres par jour. Combien de temps fallait-il pour effectuer ces trajets ; de 5 à 8 jours pour atteindre Dieppe et de 14 à 18 jours pour atteindre La Rochelle.
À cette époque, on attendait que les vents soient favorables pour larguer les amarres. Les voyageurs et l’équipage, s’attendaient toujours au pire, ne sachant pas combien de jours ils seraient en mer. Ils étaient à la merci des vents, des conditions atmosphériques et se rabattaient sur la Providence en priant le Saint-Père, la Sainte-Mère, mais aussi saint Elme, le patron des marins ainsi que saint Christophe, le patron des voyageurs.
Le vendredi 14 mars 1659, le vaisseau nommé « Le sacrifice d’Abraham » quitte le port de Dieppe pour faire escale à La Rochelle. De là, il attend les vents favorables, et le dimanche de Pâques, le 13 avril 1659, il appareille pour l’Amérique avec, à bord, Mgr François de Montmorency-Laval, qui deviendra le premier évêque de Québec. On compte parmi les autres passagers, Jean Ouimet, âgé de 25 ans. Trente-quatre jours plus tard, une traversée rapide pour l’époque, le vaisseau fait escale à Percé le vendredi 16 mai 1659. L’évêque confirme alors « 130 français et sauvages ». C’est le lundi 16 juin de cette même année, sur les six heures du soir, que le navire mouille l’ancre à Québec comme l’indique les Relations des Jésuites. C’est à cet endroit que Jean Ouimet « descend du bateau au son des cloches et du bruit des canons qui résonnent et détonnent en l’honneur de l’évêque ».
Il n’y a cependant aucun document pouvant certifier la date d’arrivée de Jean Ouimet en Nouvelle-France. La première trace de Jean Ouimet consignée dans un acte notarié, daté du samedi 8 novembre 1659 à Château-Richer, est un contrat d’achat de terre devant le notaire Claude Aubert. C’est monsieur Roland-J. Auger, alors généalogiste émérite à la Bibliothèque et Archives nationales du Québec (aujourd’hui BAnQ), qui, en 1965, fournit ces renseignements à l’abbé Germain Ouimet, qui a occupé la présidence de l’Association Les Descendants de Jean Ouimet Inc. pendant de nombreuses années.
Quelque 3 500 milles marins plus loin (environ 6 482 km), selon le Journal des Jésuites, le navire « Le Sacrifice d’Abraham » jetait l’ancre en face de Québec, le 16 juin 1659. C’est avec une certaine fébrilité et certaines appréhensions que les voyageurs attendaient de boucler le voyage en faisant la navette sur des barques entre le navire et le quai rudimentaire de Québec. Les habitants de Québec, attendaient aussi l’arrivée des voyageurs, les denrées et fournitures de la mère patrie et le courrier.
Du dimanche 13 avril au lundi 16 juin 1659, entrecoupé d’une petite escale à Gaspé, le grand voyage avait duré, en tout et partout, 64 jours.
Débarqué en terre ferme, jusqu’au vendredi 7 novembre 1659, jour où Jean Ouimet conclut un bail de fermier avec Guillaume Thibault, il est impossible de savoir où il habitait et comment il occupait son temps puisqu’aucun document ne l’atteste. D’ailleurs, Roland-J. Auger, généalogiste émérite des Archives Nationales à Québec l’indique dans sa lettre datée du 3 février 1965 adressée au Curé Germain Ouimet.

### Son premier pied-à-terre

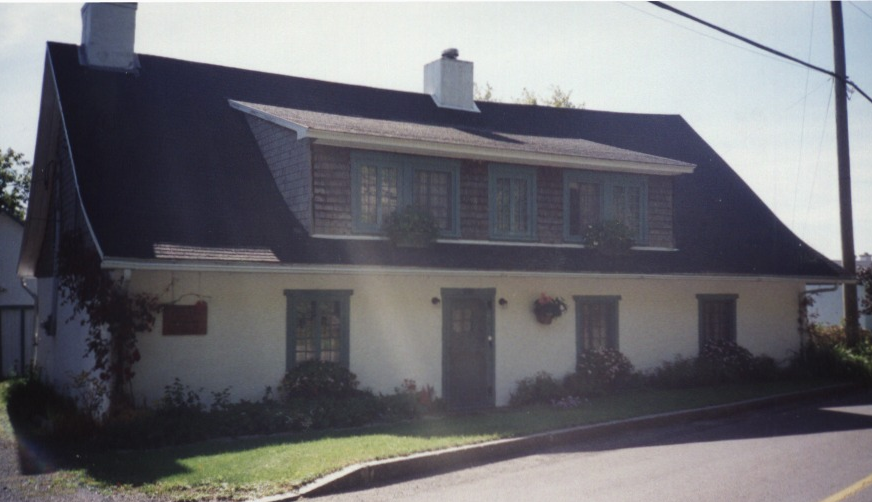
Maison de Guillaume Thibault à Château-Richer

À cette époque, Jean Ouimet devait suivre la consigne et faire comme tout le monde ; il ne pouvait acheter une terre avant d’être au pays depuis trois ans, à moins d’avoir payé son passage. Il semble que Jean Ouimet ait payé son passage pour les deux raisons suivantes. D’une part, il n’était pas lié par contrat de type « trente-six mois » car il aurait commencé son apprentissage de fermier peu de temps après son arrivée et il n’aurait pu acquérir une terre. D’autre part, dans son contrat de mariage rédigé le 3 octobre 1660, il est bien indiqué qu’il est « fils et heritié de feu Nicollas Houymet et Perrette Nicayse ses père et mere ». S’il était héritier, il avait certainement de l’argent ce qui lui a permis de payer son passage.
Jean Ouimet laisse sa première trace dans les archives notariales le vendredi 7 novembre 1659 alors qu’il conclut un bail de fermier avec Guillaume Thibault. Le lendemain, le samedi 8 novembre 1659 à Château-Richer, il paraphe un contrat d’achat de terre devant le notaire Claude Aubert, avec Guillaume Thibault et Marie-Madeleine Lefrançois.
Guillaume Thibault, fils de Nicolas et Élisabeth Anséaume ou Anthiome, boulanger et tailleur d’habits, né en 1618 à Rouen en Normandie, vient s’établir sur la Côte-de-Beaupré, plus précisément à Château-Richer en 1648. C’était un engagé de La Rochelle. Il s’était précédemment établi à Trois-Rivières vers 1638 avant de retourner en France. Le lundi 11 janvier 1655, il épousait à l’église Notre-Dame de Québec, Marie-Madeleine François ou Lefrançois, née vers 1635, fille adoptive d’Isaac et Esther Paigne, originaires de Metz en Lorraine. La maison ancestrale des Thibault est située à l’angle de l’Avenue Royale et de la rue Couillard à Château-Richer. Ce n’est pas la maison qui date de l’époque de Jean Ouimet puisque cette dernière fut incendiée comme toutes les autres de la Côte de Beaupré et de la rive sud lors de l’invasion anglaise en 1759. Elle fut reconstruite en 1760 comme l’indique la plaque apparaissant sur la partie gauche de la maison.
À Château-Richer, le samedi 8 novembre 1659, Jean Ouimet, âgé de 25 ans, paraphe un contrat d’achat de terre devant le notaire Claude Aubert, avec Guillaume Thibault, âgé de 41 ans, et son épouse Marie-Madeleine Lefrançois, âgée de 24 ans. C’est une terre de « 2 arpents de front sur le grand fleuve Saint-Laurent, scise audict beaupré proche le Ruisseau La Rivière du Sault de la puce ».

### Son mariage
À la suite du bail de fermier et de l’achat de terre de Guillaume Thibault, Jean Ouimet fait la rencontre de Renée Gagnon, fille Jean Gagnon et de Marguerite Cauchon. Il est possible qu'il l'ait rencontré à Québec quelques jours après le 16 juin 1659 ou avant. Puisque Jean Gagnon et ses deux frères étaient négociants sur la rue Saint-Pierre dans la basse-ville de Québec là où Jean Ouimet est descendu du vaisseau nommé « Le Sacrifice d’Abraham ».
Il a peut-être fait connaissance de sa future épouse et de ses beaux-parents lors de sa confirmation. Le lundi 2 février 1660, Mgr Laval, premier évêque de la Nouvelle-France, était à Château-Richer pour confirmer ses paroissiens, jeunes et moins jeunes, dont Jean Ouimet et Renée Gagnon, baptisée le 8 avril 1643 à St-Joachim. Située au sud-ouest de la terre voisine près du ruisseau « La Rivière du Sault de la Puce », la terre de Jean Cloutier, il y avait un moulin à vent où les habitants venaient faire moudre leurs céréales.
Jean Ouimet et Renée Gagnon se présentent devant le notaire Aubert le 3 octobre 1660 à Château-Richer pour la rédaction et la signature du contrat de mariage. L’acte religieux est introuvable mais il est possible que ledit mariage ait eu lieu quelques jours plus tard, fort probablement dans la maison des beaux-parents en l’occurrence Jean Gagnon et Marguerite Cauchon selon la coutume de l’époque.

### Un achat illégal
Le 2 octobre 1662, trois ans après son arrivée, Jean Ouimet, devant le notaire Aubert, tente d’acquérir la terre de Marin Nourrice (terre no 53) sur la Côte de Beaupré. Jean Ouimet n’a jamais habité cette terre. Marin Nourrice avait acquis ses droits de Marie Favery. Or, cette dame n’avait aucun droit sur cette concession ce qui invalidait le titre de Marin Nourrice. Le contrat a donc été annulé. Il est oissubke que Jean Ouimet, son épouse Renée Gagnon et son fils Louis auraient habité chez Jean Gagnon et Marguerite Cauchon avant d’aller s’établir à l’île d’Orléans.

### L’enracinement
Peu de temps avant, c’est-à dire le lundi 10 avril 1662, Jean Ouimet achète la terre no 51 « de M. de Lauzon, Seigneur de Charny, de deux arpents de terre de front sur le fleuve St-Laurent au passage du nord en datte du dixième jour d’auvril mil six cent soixante deux ». Il s’agit d’une terre située dans la paroisse Sainte-Famille de l’Île d’Orléans. Ses voisins sont Jean Allaire et Pierre Paillereau. Selon les minutes du notaire royal Paul Vachon, Mgr Laval régularise le transfert de cette concession le 26 janvier 1668 en cédant ladite terre à Jean Ouimet.
On ne peut pas trouver aux archives ce document notarié daté du 10 avril 1662. Or, on retrouve une mention de l’achat de cette terre dans les minutes du notaire Vachon et plus précisément dans l’inventaire des biens de Jean Ouimet, un an après le décès de ce dernier, soit le mardi 26 octobre 1688.
En fait, l’inventaire cite l’achat de terre de Mgr de Laval en ces termes : « Et Lautre faict par Monseigneur de Laval de trois arpents de la dite Concession seur le dit fleuve passé par devant le dit Notaire en datte du vingt sixiesme janvier mil six cent soixante huict Inventorié et Cotté a la lettre… C ». Selon l’historien Marcel Trudel, dans son ouvrage intitulé Le terrier du Saint-Laurent en 1663, il s’agirait de la même terre, celle achetée le 10 avril 1662, qui serait passée de deux à trois arpents de front.

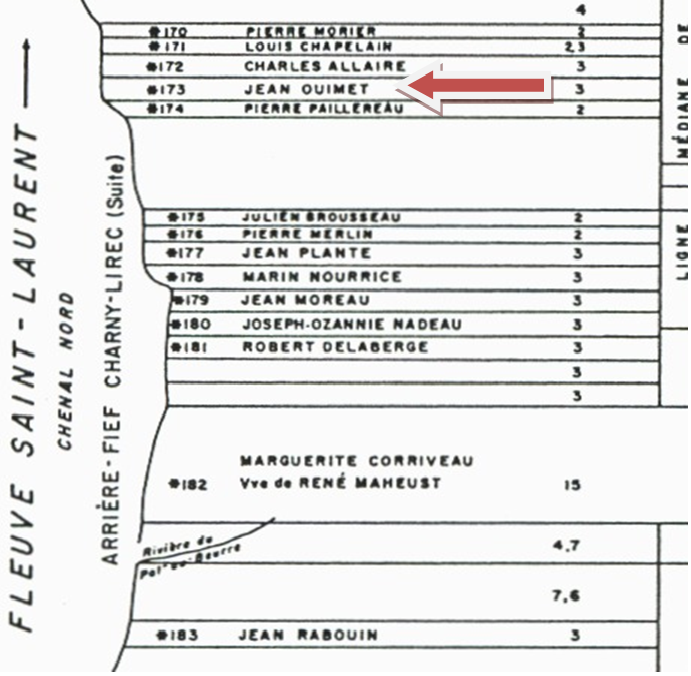
Carte montrant la localisation de la terre de Jean Ouimet

### Décès
Le 18 novembre 1687, Jean Ouimet s’éteint à l’âge de 53 ans. Curieusement, plusieurs personnes de la paroisse Sainte-Famille sont décédées à l’automne 1687; il est possible que Jean Ouimet soit décédé lors d’une épidémie. C’est à partir de sa date de décès que l’on peut déterminer son année de naissance, soit 1634. C’est une approximation car aucune source manuscrite n’a été trouvée pour préciser cette date. Un an après son décès, le 26 octobre 1688, le notaire Paul Vachon dresse l’inventaire de ses biens. Il aurait été inhumé dans le cimetière paroissial qui ceinturait la première église de la paroisse de Sainte-Famille lequel était situé à environ 90 mètres au nord de l’église actuelle.

## La maison située sur la terre ancestrale à Sainte-Famille, Î.O.

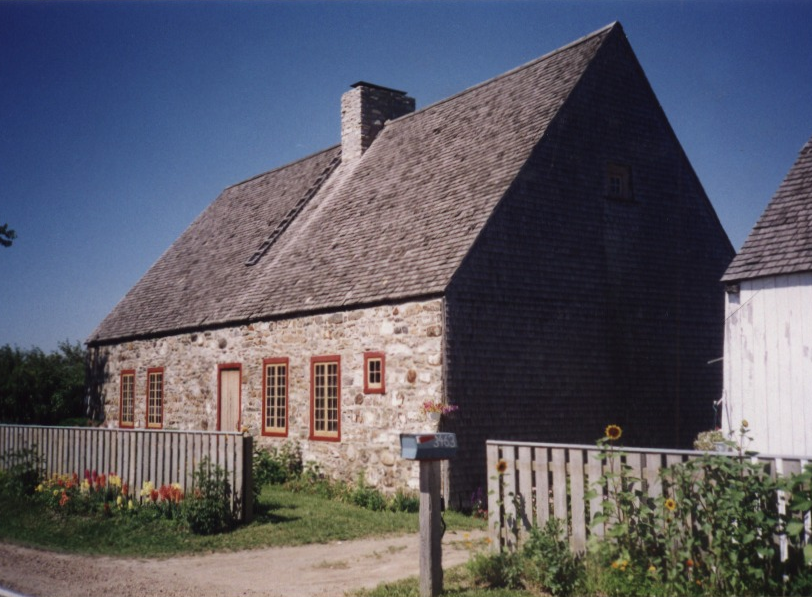
Maison située au 2209, Chemin Royal, Sainte-Famille

Au 2209, Chemin Royal, sur le territoire de la paroisse Sainte-Famille, est située la demeure d'Arthur Plumpton et de Nicole Simard. Elle est érigée sur une partie de la terre de Jean Ouimet. La partie « est » de cette maison aurait été construite entre 1750 et 1800 sur la terre défrichée et habitée par Jean Ouimet, Renée Gagnon et leurs enfants. Dans une lettre de Monsieur Plumpton et Madame Simard, ces derniers précisaient que la construction de la maison serait contemporaine de la première moitié du XVIIIe siècle.
Ce n’est pas la maison que Jean Ouimet a habitée. Dans l’inventaire après-décès mentionné précédemment (26 octobre 1688), il est question des bâtiments présents sur sa terre au moment du décès ; « la charpente d’une maison levée clause de madriers et couverte de planches, une petite vieille maison de pièces sur pièces dans laquelle ils demeurent et de peu de valleur, une grange clause de planche et couverte de paille avec une etable joignante telsquels ».
Au cours des années, les propriétaires actuels ont rénové cette demeure selon les méthodes, les normes et les styles de l’époque.

## Le350een 2009
Vingt ans après la fondation de l’Association de famille « Les Descendants de Jean Ouimet Inc. », le conseil d’administration organise un événement pour souligner le 350e anniversaire de l’arrivée de Jean Ouimet en Nouvelle-France. À cet effet, deux plaques historiques sont installées sur le territoire de la paroisse de la Sainte-Famille. La première, dans le Parc des Ancêtres de l’île d'Orléans et la seconde, dans le stationnement de l’entreprise de Monsieur Laval Gagnon, au 2208, Chemin Royal.

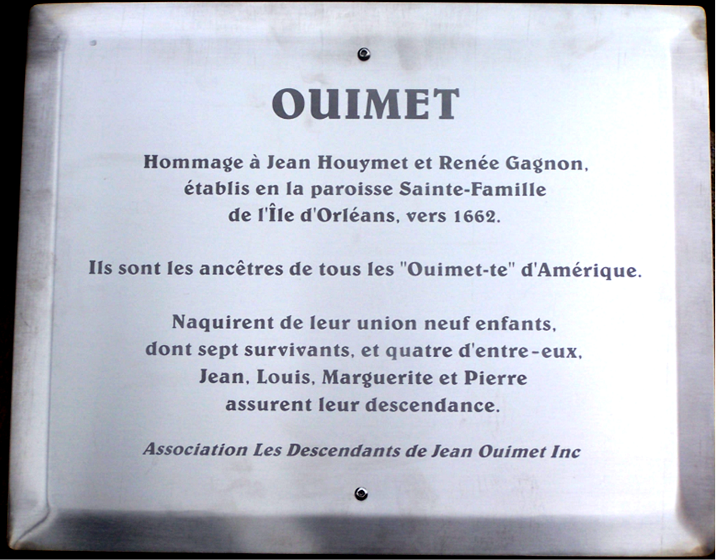
Plaque dans le Parc des Ancêtres de l'Île-d’Orléans.

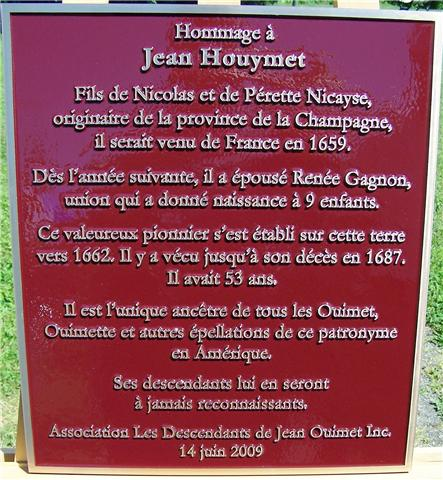
Plaque dans le stationnement au 2208, chemin Royal, Île-d’Orléans.

Ces plaques historiques rendent hommage à Jean et son épouse Renée ainsi qu’à leurs nombreux descendants.

## La descendance de Jean Ouimet et de Renée Gagnon
Ci-après, un tableau récapitulatif indiquant les noms et les dates de naissance des enfants de Jean Ouimet et Renée Gagnon. On remarque que les deux premiers enfants (lettres a et b) sont nés à Château-Richer.

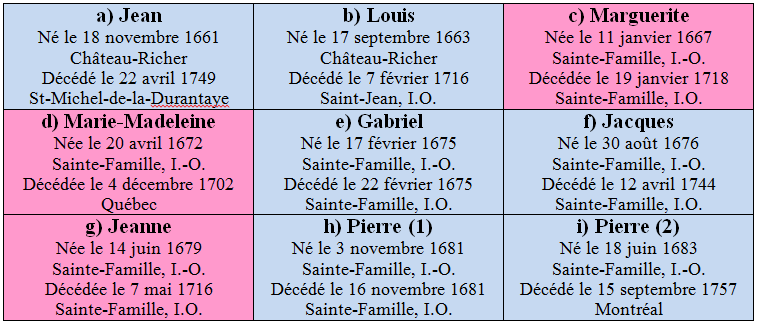
Tableau illustrant les naissances et décès des enfants de Jean Ouimet et de Renée Gagnon.

Tous les autres enfants de Jean Ouimet et de Renée Gagnon (lettres c à i), au nombre de sept, naîtront et seront baptisés dans la paroisse Sainte-Famille, à l’île d’Orléans. C’est dans cette paroisse que Jean Ouimet et son épouse Renée Gagnon ont élevé leur famille, construit une habitation et des bâtiments.